# 我要我們情人結
《我要我們情人結》是台灣女歌手張芸京的首張個人EP，2011年1月23日開始預購，預購贈品為「京黏萬用貼紙」。於2011年2月14日推出，購買專輯還可獲得「2011精美彩繪行事曆」。

## 曲目
1. 情人結（第一主打）（偶像劇《美樂。加油》插曲）
2. 春泥
3. 情人結(戀人絮語版)

## MV
1. 第一波主打《情人結》。